# Daniel Jesús Isa
Daniel Jesús Isa (Colonia Santa Rosa, 7 de abril de 1955 - Salta, 4 de noviembre de 2011) fue periodista, activista y consultor político argentino.

## Biografía
Nació en Colonia Santa Rosa en un hogar humilde, hijo de Daniel Isa Maza y Nélida Isabel Ramos, activos militantes justicialistas, quienes le inculcaron valores relacionados con esa doctrina social. Su padre, además, fue intendente de su pueblo natal además de senador departamental. La familia Isa es de ascendencia siria y criolla. El hogar se conformó además con tres hermanos: Carlos, Mirta y Miguel. Estos dos últimos también políticos ya que fueron concejales de la capital salteña y Miguel llegó incluso a intendente y vicegobernador. Además, fue tío de Evita Isa quién supo ser diputada nacional por Salta entre 2013 y 2017.
Estaba casado con Ivette Dousset y era padre de cuatro hijos: Arturo, Margarita, Ada y Sofía.
Dedicó su vida a la actividad política, además de desempeñarse como periodista en distintos medios locales, nacionales e internacionales. En Salta, trabajó en los diarios El Intransigente, El Tribuno y Norte.
Inició su militancia peronista a muy temprana edad. Tras el golpe militar de 1976 se radicó en París, donde trabajó en la agencia de noticias France-Press (AFP), además de ser corresponsal del diario El Expreso de Caracas, de Canal 9 de Argentina, y de diario El Tribuno.
Con los aires de democracia que soplaron en la Argentina de comienzos de los "80, Daniel Isa regresó al país. En suelo salteño se comprometió de lleno con las campañas del justicialismo y, puntualmente, con la de Roberto Romero. En 1983, tras asumir como gobernador, Romero lo designó al frente del ministerio de Gobierno, Justicia y Educación de la Provincia de Salta cargo que dejó en 1984 cuando fue sucedido por Rodolfo Aniceto Fernández.
Fue jefe de campaña de Hernán Cornejo -hijo de Juan Carlos Cornejo Linares y sobrino de Lucio Alfredo Cornejo Linares, de los primeros integrantes del Partido Peronista en Salta- y logró el cometido en poco tiempo de hacer que un dirigente de familia aristócrata llegase nuevamente a la gobernación por el peronismo.
Fue asesor de campaña, jefe de prensa, consejero y director de campaña de varios y destacados políticos surgidos de las filas del peronismo: Roberto Romero, Carlos Menem y Vicente Saadi, entre otros.
Además, ha sido estratega de campañas políticas, asesor y consultor permanente de destacados políticos de países limítrofes, como Paraguay y Uruguay. Trabajó en una campaña de Julio María Sanguinetti y, entre sus últimas acciones se destaca su rol de director de la campaña proselitista que llevó al obispo Fernando Lugo a la Presidencia de Paraguay.
Desde 2003, cuando su hermano Miguel Isa decidió lanzarse a la campaña política para disputar la intendencia de la ciudad de Salta, fue su permanente mano derecha y conductor de campaña.
En sus últimos años también participó de la vida institucional del Partido Justicialista de Salta, donde ocupó el cargo de consejero.
En 2009 se postuló como precandidato a diputado nacional en la interna del Partido Justicialista de Salta. Sin embargo, desistió de su postulación, algunas razones que se esgrimieron fueron el cuidado de su salud pero muchos otros la atribuyeron a la falta de apoyo por su pasado como consumidor de drogas.
El 4 de noviembre de 2011 finalmente fallece tras una larga lucha contra el cáncer.